# Debbi Morgan
Deborah Morgan, detta Debbi (Dunn, 20 settembre 1956), è un'attrice statunitense, vincitrice di un Emmy Award.
È conosciuta per il ruolo di Angie Hubbard nelle soap opera La valle dei pini, Quando si ama e The City.

## Biografia

### Origini
Debbi Morgan nacque nella Carolina del Nord, da Lora, un'insegnante, e George Morgan, un macellaio. Ha una sorella minore, Terry. Si trasferì a New York all'età di tre mesi. Il padre morì di leucemia quando lei aveva otto anni; Debbi fu cresciuta dalla madre che lavorò come segretaria e istruttrice alla Junior High School 80 nel Bronx. 

### Carriera
Il primo ruolo ricorrente dell'attrice fu in What's Happening!! dal 1976 al 1977 nei panni di Diane Harris. Nel 1979, ricevette acclamazione per il ruolo della zia di Alex Haley Elizabeth Harvey nelle miniserie Roots: The Next Generations, e quello della ex-fidanzata di Curtis Jackson, diventata prostituta in Time out. Il suo ruolo più famoso, ad ogni modo, fu quello di Angie Baxter Hubbard nella soap opera La valle dei pini, che originariamente ebbe dal 1982 al 1990; il personaggio confluì poi nell'altra soap Quando si ama. Debbi vinse un Daytime Emmy Award nel 1989.
Dopo aver lasciato La valle dei pini, Morgan recitò la parte di Chantal Marshall nella soap opera della NBC, Generations, rimpiazzando l'attrice Sharon Brown e rimanendo nel serial sino alla fine. Successivamente riprese il ruolo di Angie in Quando si ama (che in seguito apparve in un'altra soap, The City). Dal 1997 al 1998, ebbe la parte della dottoressa Ellen Burgess in Port Charles. Nei primi del 2000, ebbe il ruolo del personaggio principale Lora Gibson, nelle serie di Lifetime For the People. Recitò anche la parte della Veggente nella quarta e quinta stagione di Streghe (2001-2003).
Negli ultimi anni '90 fu molto elogiata dalla critica dei film per il ritratto di Mozelle Batiste Delacroix nel film di Kasi Lemmons La baia di Eva. Per questo ruolo vinse il Chicago Film Critics Association Award e un Independent Spirit Awards e fu anche nominata per un NAACP Image Award.
Insieme a Darnell Williams, ritornò in La valle dei pini nel gennaio del 2008.

## Vita privata
Debbi è la ex moglie dell'attore Charles S. Dutton. Dal 2009 è sposata con Jeffrey Winston.

## Filmografia

### Cinema
- Mandingo (1975)
- La baia di Eva (Eve's Bayou), regia di Kasi Lemmons (1997)
- Asunder (1998)
- Kiss Me (1999)
- Hurricane - Il grido dell'innocenza (1999)
- Love & Basketball  (2000)
- Woman Thou Art Loosed (2004)
- Back in the Day (2005)
- Coach Carter (2005)
- The Black Man's Guide to Understanding Black Women (2005)
- Color of the Cross (2006)
- Relative Strangers - Aiuto! sono arrivati i miei (Relative Strangers), regia di Greg Glienna (2006)
- Divorzio in nero (Tyler Perry's Divorce in the Black), regia di Tyler Perry (2024)

### Televisione
- What's Happening!! – serie TV, 6 episodi (1976-1977)
- Radici - Le nuove generazioni (Roots: The Next Generations) – miniserie TV, 6 puntate (1979)
- La valle dei pini (All My Children) – serial TV (1982-2013)
- Generations – serie TV (1990-1991)
- Quando si ama (Loving) – serial TV, 108 puntate (1993-1995)
- The City – serial TV, 17 puntate (1995-1997)
- Port Charles – serial TV (1997-1998)
- General Hospital – serial TV (1997-1998)
- Boston Public – serie TV, 4 episodi (2000-2001)
- Soul Food – serie TV, 3 episodi (2001-2002)
- Streghe (Charmed) – serie TV, 8 episodi (2002-2003)
- For the People – serie TV, 18 episodi (2002-2003)
- I Wanna Be a Soap Star (2004-2006)
- Touching Evil – serie TV, episodio 1x01 (2004)
- Beautiful (The Bold and the Beautiful) – serial TV, 14 puntate (2006-2007)
- Febbre d'amore (The Young and the Restless) – serial TV, 43 puntate (2011-2012)
- Power – serie TV, 11 episodi (2014-2020)
- The Defenders – miniserie TV, 1 puntata (2017)
- Fantasy Island – serie TV, episodio 1x03 (2021)
- Our Kind of People – serie TV (2021-2022)

## Doppiatrici italiane
- Alessandra Cassioli in Hurricane, Fantasy Island
- Angiola Baggi, Anna Melato e Lorenza Biella in Quando si ama
- Cinzia De Carolis in The Defenders
- Ilaria Stagni in La valle dei pini
- Angela Citterich in Beautiful
- Paola Giannetti in Streghe
- Emanuela Baroni in Our Kind of People
- Antonella Giannini in Divorzio in nero